# Svjatoslav Ševčuk
Svjatoslav Ševčuk (Stryj, 5 maggio 1970) è un arcivescovo cattolico ucraino, dal 25 marzo 2011 arcivescovo maggiore di Kiev-Halyč ed arcieparca metropolita di Kiev.

## Biografia
Dopo l'ordinazione sacerdotale del 26 giugno 1994, ha conseguito la laurea in Teologia Morale presso la Pontificia Università San Tommaso d'Aquino in Roma nel 1999.
Tornato in patria ha svolto diversi incarichi, tra i quali quello di vicerettore del seminario dello "Spirito Santo" a Leopoli.

### Ministero episcopale

#### Vescovo ausiliare di Santa Maria del Patrocinio in Buenos Aires
Il 14 gennaio 2009 papa Benedetto XVI lo ha nominato vescovo titolare di Castra di Galba e ausiliare dell'eparchia di Santa Maria del Patrocinio in Buenos Aires. Ha ricevuto la consacrazione episcopale il successivo 7 aprile dall'arcivescovo Ihor Voz'njak, coconsacranti i vescovi Miguel Mykycej e Julijan Voronovs'kyj.
Della stessa diocesi è stato nominato amministratore apostolico il 10 aprile 2010.

#### Arcivescovo maggiore di Kiev-Halyč
Dopo le dimissioni del cardinale Ljubomyr Huzar del 10 febbraio 2011 dalla carica di arcivescovo maggiore di Kiev-Halyč per motivi di salute, il sinodo della Chiesa greco-cattolica ucraina lo ha eletto il 23 marzo successivo come nuovo arcivescovo maggiore. Nel contempo ha assunto anche la guida dell'arcieparchia di Kiev, sede propria dell'arcivescovo maggiore, e la presidenza del Sinodo della Chiesa greco-cattolica ucraina. Con i suoi 40 anni al momento dell'elezione, è il più giovane arcivescovo maggiore di Kiev-Halyč, e capo di una Chiesa cattolica orientale della storia.
Il 25 marzo, due giorni dopo l'elezione ad arcivescovo maggiore, Benedetto XVI ha confermato la sua elezione.
Il 22 giugno seguente lo stesso pontefice lo ha nominato membro della Congregazione per le Chiese orientali e il 12 giugno 2012 membro del Pontificio consiglio per la promozione dell'unità dei cristiani.

## Genealogia episcopale e successione apostolica
La genealogia episcopale è:
- Patriarca Geremia II Tranos
- Arcivescovo Michal Rahoza
- Arcivescovo Hipacy Pociej
- Arcivescovo Iosif Rucki
- Arcivescovo Antin Selava
- Arcivescovo Havryil Kolenda
- Arcivescovo Kyprian Žochovs'kyj
- Arcivescovo Lev Zaleski
- Arcivescovo Jurij Vynnyc'kyj
- Arcivescovo Luka Lev Kiszka
- Vescovo György Bizánczy
- Vescovo Inocențiu Micu-Klein, O.S.B.M.
- Vescovo Mihály Emánuel Olsavszky, O.S.B.M.
- Vescovo Vasilije Božičković, O.S.B.M.
- Vescovo Grigore Maior, O.S.B.M.
- Vescovo Ioan Bob
- Vescovo Samuel Vulcan
- Vescovo Ioan Lemeni
- Arcivescovo Spyrydon Lytvynovyč
- Arcivescovo Josyf Sembratowicz
- Cardinale Sylwester Sembratowicz
- Arcivescovo Julian Kuiłovskyi
- Arcivescovo Andrej Szeptycki, O.S.B.M.
- Cardinale Josyp Ivanovyč Slipyj
- Cardinale Ljubomyr Huzar, M.S.U.
- Arcivescovo Ihor Voz'njak, C.SS.R.
- Arcivescovo Svjatoslav Ševčuk

La successione apostolica è:
- Vescovo Dmytro Hryhorak, O.S.B.M. (2011)
- Arcivescovo Borys Gudziak (2012)
- Arcivescovo Eugeniusz Mirosław Popowicz (2013)
- Vescovo Mykhaylo Bubniy, C.SS.R. (2014)
- Vescovo Vasyl Volodymyr Tuchapets, O.S.B.M. (2014)
- Vescovo Bohdan Manyshyn (2014)
- Vescovo Josafat Moščyč, C.M.S.A.A. (2014)
- Vescovo Hryhoriy Komar (2014)
- Vescovo Bohdan John Danylo (2014)
- Arcivescovo Teodor (Taras) Martynjuk, M.S.U. (2015)
- Vescovo Volodymyr Hrutsa, C.SS.R. (2016)
- Vescovo Andriy Rabiy (2017)
- Vescovo Petro Loza, C.SS.R. (2018)
- Vescovo Ivan Kulyk (2019)
- Vescovo Stepan Sus (2020)
- Cardinale Mykola Byčok, C.SS.R. (2020)
- Vescovo Arkadiusz Trochanowski (2021)
- Vescovo Maksym Ryabukha, S.D.B. (2022)
- Vescovo Mykola Semenyšyn (2023)
- Vescovo Andrij Chimjak (2023)
- Vescovo Petro Holiney (2023)
- Vescovo Volodymyr Firman (2023)
- Vescovo Michael Smolinski, C.SS.R. (2024)